# Kreis Koschmin

Der Kreis Koschmin

Der Kreis Koschmin im Südosten der preußischen Provinz Posen bestand in der Zeit von 1887 bis 1919. Das ehemalige Kreisgebiet gehört heute zur polnischen Woiwodschaft Großpolen.

## Ausdehnung
Der Kreis Koschmin hatte eine Gesamtfläche von 453 km².

## Vorgeschichte
Das Kreisgebiet gehörte nach der Zweiten Teilung Polens von 1793 bis 1807 zum Kreis Krotoschin in der preußischen Provinz Südpreußen. Nach dem Frieden von Tilsit kam das Gebiet 1807 zum Herzogtum Warschau. Nach dem Wiener Kongress fiel das Gebiet am 15. Mai 1815 erneut an das Königreich Preußen. Bis zum 1. Oktober 1887 gehörte es zum Kreis Krotoschin in der Provinz Posen.

## Verwaltungsgeschichte
Am 1. Oktober 1887 wurde aus dem Nordteil des Kreises Krotoschin der Kreis Koschmin gebildet. Kreisstadt und Sitz des Landratsamtes war die Stadt Koschmin.
Am 27. Dezember 1918 begann in der Provinz Posen der Großpolnische Aufstand der polnischen Bevölkerungsmehrheit gegen die deutsche Herrschaft, und bereits am 2. Januar 1919 war die Stadt Koschmin unter polnischer Kontrolle. Am 16. Februar 1919 beendete ein Waffenstillstand die polnisch-deutschen Kämpfe, und am 28. Juni 1919 trat die deutsche Regierung mit der Unterzeichnung des Versailler Vertrags den Kreis Koschmin auch offiziell an das neu gegründete Polen ab.

## Einwohnerentwicklung
| Jahr | Einwohner | Quelle |
| ---- | --------- | ------ |
| 1895 | 29.790    |        |
| 1895 | 31.523    | [ 1 ]  |
| 1900 | 31.251    | [ 2 ]  |
| 1910 | 33.519    | [ 2 ]  |

Von den Einwohnern im Jahre 1890 waren etwa 70 % Polen und 30 % Deutsche. Ein großer Teil der deutschen Einwohner verließ nach 1919 das Kreisgebiet.

## Politik

### Landräte
1887–189100von Pelcke
1891–190000von Pelkon
1900–190800Witte
1908–191700Wilhelm Albrecht (1875–1946)
1916–191900Wilhelm Mosle (1877–1955)
1919–999900Jozef Chelkowski

### Wahlen
Der Kreis Koschmin bildete zusammen mit dem Kreis Krotoschin den Reichstagswahlkreis Posen 9. Der Wahlkreis wurde bei den Reichstagswahlen zwischen 1887 und 1912 von Kandidaten der Polnischen Fraktion gewonnen:
- 188700Roman von Komierowski
- 189000Ludwig von Jazdzewski
- 189300Ludwig von Jazdzewski
- 189800Ludwig von Jazdzewski
- 190300Ludwig von Jazdzewski
- 190700Wladislaus von Mieczkowski
- 191200Anton von Chlapowski

## Kommunale Gliederung
Zum Kreis Gostyn gehörten am 1. Januar 1908 die drei Städte Koschmin, Borek und Pogorzela. Die (Stand 1908) 58 Landgemeinden und 27 Gutsbezirke waren zu Polizeidistrikten zusammengefasst.

## Gemeinden
Am Anfang des 20. Jahrhunderts gehörten die folgenden Gemeinden zum Kreis:
| - Alt Bruczkow - Alt Obra - Berdychow - Boleslawowo - Borek, Stadt - Borzencice - Bulakow - Cegielnia - Celestynowo - Czarnysad - Dzierzanow - Ellerode - Galewo - Galonski - Gloginin - Gluchow | - Gluchowo - Gorka - Gosciejewo - Groß Pogorzalki - Groß Salesche - Guminiec - Kaczagorka - Kaniewo - Klein Zalesie - Koschmin, Stadt - Kromolice - Kuklinow - Ladenberg - Lagiewnik - Leonowo - Lipowiec | - Malgow - Mokronos - Neu Obra - Ochla - Orla - Paradow - Pogorzela, Stadt - Polnisch Koschmin Hauland - Rojewo - Romanow - Rzemichow - Siebenwald - Skalow - Skokow - Sroki - Staniewo | - Starkowiec - Susnia - Szelejewo - Trzecianow - Unislaw - Walerianowo - Walkow - Wielowies - Willanow - Wrotkow - Wyganow - Wyrembin - Wzionchow |

Die Gemeinde Zdiesz wurde am 17. September 1905 in die Stadt Borek eingemeindet. Zu Beginn des 20. Jahrhunderts wurden mehrere Ortsnamen eingedeutscht.